# Futrono
Futrono är en kommun i Chile.   Den ligger i provinsen Provincia del Ranco och regionen Región de Los Ríos, i den södra delen av landet, 700 km söder om huvudstaden Santiago de Chile.
I omgivningarna runt Futrono växer i huvudsak blandskog. Runt Futrono är det glesbefolkat, med 13 invånare per kvadratkilometer.